# 송계한
송계한은 게임과 소프트웨어 등, 디지털 콘텐츠 블록체인 플랫폼을 위한 암호화폐인 보라토큰(Bora Token)을 만든 (주)웨이투빗(Way2Bit)의 대표이사이다.